# Maik T. Schurkus
Maik T. Schurkus (* 1970 in Köln) ist ein deutscher Autor.

## Leben
Nach dem Studium der Literaturwissenschaft, Germanistik und Amerikanistik war Schurkus als Buchhändler und Werbetexter tätig. Er schrieb zahlreiche Kurzgeschichten und erhielt 1999 einen ersten Kurzgeschichtenpreis. Es folgten Veröffentlichungen in Anthologien und Literaturzeitschriften. Die Themen seiner Romane findet er vor allem in der Zeit der europäischen Aufklärung.
Schurkus hat bis 2020 auch unter dem Namen Tanja Schurkus veröffentlicht. Er lebt und arbeitet als Publizist und freier Referent in Köln.

## Veröffentlichungen (Auswahl)
- (T.S.) Schwester Melisse – Die Klosterfrau von Köln – Romanbiografie. 2014, ISBN 978-3-7655-1804-1.
- dto.   Der Dichter des Teufels. Roman (E-Book, 2014), ISBN 978-3-95520-665-9. (dotbooks.de)
- dto.   Der Fluch der Eifelräuber. Edition Sagenhaft, 2015, ISBN 978-3-89899-980-9.
- (M.T.) Die Verschwörung der Ketzer. Roman (E-Book, 2015), ISBN 978-3-95824-341-5. (dotbooks.de)
- dto. Matthias Claudius – Romanbiografie. 2020, ISBN 978-3-7531-2867-2. (epubli.com)
- dto. Fast alles über den Kölner Süden – Geschichte und Geschichten. 2022, ISBN 978-3-86940-099-0. (vitolibro.de)
- dto. Die Rüstung des Mannes. In: Regina Schleheck (Hrsg.): Grenzerfahrungen erzählen. Neue Kurzprosa für die Sekundarstufe II. 2022, ISBN 978-3-15-015091-7. (reclam.de)